# Nowosady (województwo warmińsko-mazurskie)
Nowosady – wieś w Polsce położona w województwie warmińsko-mazurskim, w powiecie lidzbarskim, w gminie Lidzbark Warmiński
W latach 1975–1998 miejscowość położona była w województwie olsztyńskim. Wieś znajduje się w historycznym regionie Warmia.
Niedaleko wsi przepływa rzeka Łyna, miejscowość otoczona jest lasami.
W pobliskim lesie znajduje się pomnik przyrody. Oprócz tego w pobliżu znajdują się ruiny młyna oraz fundamenty domostw wsi, której mieszkańcy wyginęli w trakcie epidemii dżumy.